# Зволенски окръг
Зволенски окръг (на полски: Powiat zwoleński) е окръг в Източна Полша, Мазовско войводство. Заема площ от 573,30 км2. Административен център е град Зволен.

## География
Окръгът се намира в историческия регион Малополша. Разположен е в югоизточната част на войводството.

## Население
Населението н окръга възлиза на 37 069 души (2013 г.). Гъстотата е 65 души/км2.

## Администартивно деление
Административно окръгът е разделен на 5 общини.
Градско-селска община:
- Община Зволен

Селски общини:
- Община Казанов
- Община Полична
- Община Пшиленк
- Община Тчув

## Фотогалерия
- Зволен
- Тчув